# 부산 원오사 고봉화상선요
원오사 고봉화상선요(圓悟寺 高峰和尙禪要)는 부산광역시 해운대구 원오사에 있는 책이다. 2019년 4월 10일 부산광역시의 유형문화재 제201호로 지정되었다.

## 개요
'고봉화상선요'는 조선중기 이후 승려들의 이력(履歷)과정이 확립되면서 불교 전문강원의 중등과정인 사집과(四集科)의 과목으로 채택되어 조선시대에 가장 많이 간행되었던 선서(禪書) 가운데 하나로 한국선의 전개에 큰 영향을 미친 책이다. 또한 강원(講院)의 교재로 사용된 이후 연담(蓮潭) 유일(有一, 1720~1799)의 '선요사기(禪要私記)'와 백파(白坡) 긍선(亘璇, 1767~1852)의 '선요기(禪要記)'와 같은 주석서가 간행될 만큼 조선불교에서 '고봉화상선요'가 차지하는 위상이 높다.
원오사에서 소장하고 있는 '고봉화상선요'는 1573년 묘향산 보윤암(普潤庵)에서 개판(開板)한 목판본이다. 본서는 임진왜란 이전에 간행되었으며, 아직까지 동일 판본의 다른 책이 알려진 바가 없어 현재로서는 유일본이라 할 수 있다. '고봉화상선요'는 판본이 상당히 다양하므로 이 판본도 계통, 형식 등 판본 간의 비교연구에 좋은 자료가 된다. 또한 본서에는 구절마다 구결이 기록되어 있어 당시 구결 연구에 중요한 자료적 가치를 지닌다. 따라서 본서를 부산광역시유형문화재로 지정하여 지속적으로 보존관리할 필요성이 있다.

## 같이 보기
- 고봉화상선요

## 참고 문헌
- 부산 원오사 고봉화상선요 - 국가유산청 국가유산포털